# جين غرير
جين غرير (بالإنجليزية: Jane Greer) هي كاتِبة وشاعرة أمريكية، ولدت في 25 مايو 1953.